# Emerson Boozer
Emerson Boozer (Augusta, 4 luglio 1943) è un ex giocatore di football americano statunitense che ha giocato nel ruolo di running back per tutta la carriera con i New York Jets nella American Football League (AFL) e nella National Football League (NFL). Al college giocò a football alla University of Maryland Eastern Shore.

## Carriera
Boozer fu scelto dai New York Jets nel corso del sesto giro del Draft AFL 1966. La squadra poteva già contare sul fullback Matt Snell e decise di accoppiargli Boozer come halfback. Dopo avere diviso il ruolo con Bill Mathis nella sua stagione da rookie, Boozer divenne titolare nel 1967. La sua abilità nei blocchi e la sua etica di lavoro lo aiutarono ad imporsi nella lega.
Nel 1967, con Snell infortunato, i Jets fecero di Boozer il loro corridore di punta. Nella prima metà della stagione, Boozer mostrò un talento che attirò paragoni con Gale Sayers, sfuggendo spesso a diversi placcaggi in campo aperto. A metà anno aveva già segnato dieci touchdown e sembrava facilmente avviato a superare il record della lega. Boozer però soffrì un devastante infortunio al ginocchio contro i Kansas City Chiefs che lo condizionò per tutto il resto della carriera. Malgrado l'aver giocato solamente metà stagione, guidò la AFL in touchdown su corsa quell'anno.
Costretto a causa dell'infortunio a cambiare il proprio stile di gioco, Boozer si specializzò nei blocchi e nelle marcature nei pressi della end zone avversaria. Bloccando per Snell e Joe Namath, Boozer fu parte della squadra che perse solamente tre partite nel 1968 e terminò con un record di 10-4 nel 1969, venendo convocato per l'All-Star Game della AFL. I blocchi di Boozer e Winston Hill furono fondamentali nella corsa dei Jets alla vittoria del Super Bowl III, in cui batterono i Baltimore Colts in una delle più grandi sorprese della storia del football professionistico.
Namath trasformò Boozer in un ricevitore sulle situazioni di terzo down nel 1970. Nel 1971, con Snell ancora infortunato, Boozer si riprese il ruolo di corridore stabilendo il primato personale in possessi.
Nel 1972, con lo stesso Joe Namath di ritorno da un infortunio, i Jets ebbero il miglior attacco della lega. Boozer guidò la lega in touchdown su corsa per la maggior parte dell'anno, prima di essere fermato ancora dagli infortuni. Terminò la stagione con 11 touchdown in altrettante partite.
Nel 1973, Boozer fu ancora il corridore principale della squadra terminando con 831 yard guadagnate, prima di lasciare quel ruolo a John Riggins nel 1974. Boozer segnò il primo touchdown della storia della stagione regolare nei tempi supplementari su un passaggio corto di Joe Namath nel 1974 battendo i rivali New York Giants, dando inizio a un'improbabile striscia vincente dei Jets che arrivavano da un record di 1-7. Si ritirò dopo la stagione 1975.

## Palmarès

### Franchigia
- Campionati AFL : 1

New York Jets: 1968
- Super Bowl : 1

New York Jets: Super Bowl III

### Individuale
- Convocazioni al Pro Bowl: 2

1966, 1968
- All-Pro: 1

1967
- College Football Hall of Fame

## Statistiche
| Yard corse         | 5.135 |
| Touchdown su corsa | 52    |